# Bombardamenti di Darmstadt nella Seconda guerra mondiale

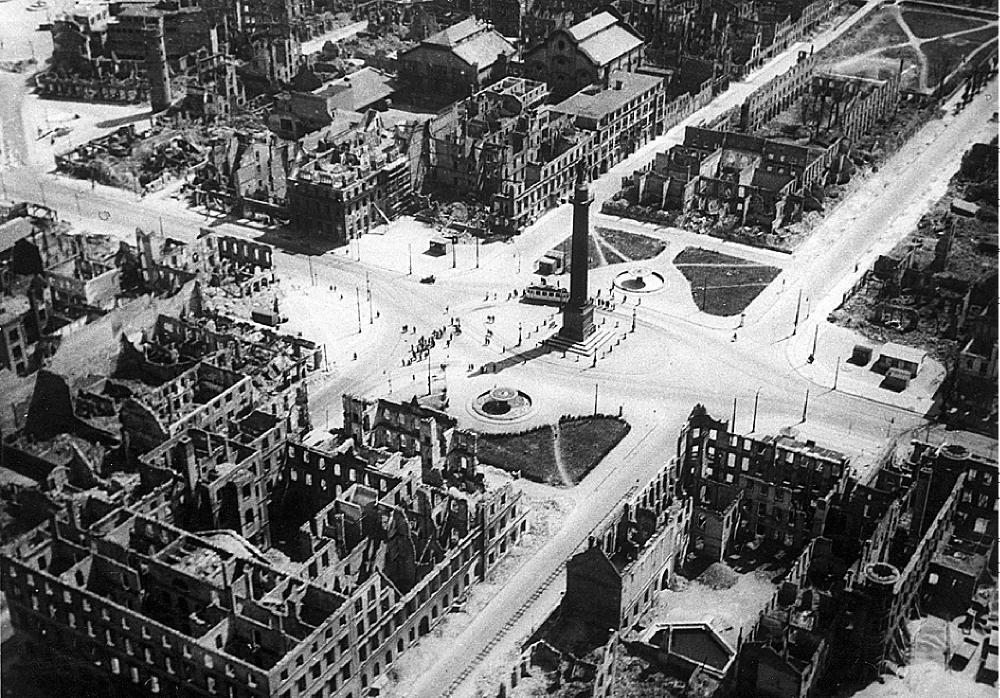
Luisenplatz, il cuore di Darmstadt, dopo il bombardamento

Darmstadt fu bombardata numerose volte durante la Seconda guerra mondiale. L'attacco più devastante si verificò la notte tra l'11 e il 12 settembre 1944 quando il No. 5 Group della Royal Air Force (RAF) bombardò la città. 66 000 su 110 000 abitanti di Darmstadt dell'epoca rimasero senza tetto. Il monumento calligrafico Darmstädter Brandnamen elenca almeno 4 000 nomi. A Darmstadt si trovavano diversi importanti obiettivi industriali tra cui le imprese chimiche Merck e Rohm and Haas oltre a reti di comunicazioni militari.

## Incursioni minori
La notte tra il 23 e il 24 settembre 1943 Darmstadt fu bombardata da 21 Avro Lancaster e 8 De Havilland Mosquito del No. 8 Group RAF in un'azione diversiva finalizzata a distrarre i caccia notturni dall'attacco principale che 628 altri velivoli avrebbero sferrato su Mannheim.
Nella notte tra il 24 e il 25 aprile 1944 alcuni aerei RAF bombardarono Darmstadt ed altre città poiché, a causa della presenza di nubi basse, non erano riusciti a trovare l'obiettivo principale dei quella serata, ossia Karlsruhe.
L'attacco della notte del 24/25 aprile 1944 condotto dal No. 5 Group RAF fallì quando il bombardiere leader dovette rientrare alla base e i suoi gregari furono abbattuti sul percorso. I bengala della pathfinder "Illuminating Force" caddero troppo ad ovest. Di conseguenza, il grosso della forza principale non bombardò affatto, e alcuni aerei deviarono piuttosto su Russelsheim. Le poche bombe che raggiunsero la città colpirono 95 edifici e uccisero 8 persone.
Dopo l'attacco principale 4 Mosquito condussero un'altra azione diversiva la notte del 23/24 febbraio 1945 per distrarre i caccia notturni dall'obiettivo principale di Pforzheim.

## Attacco principale

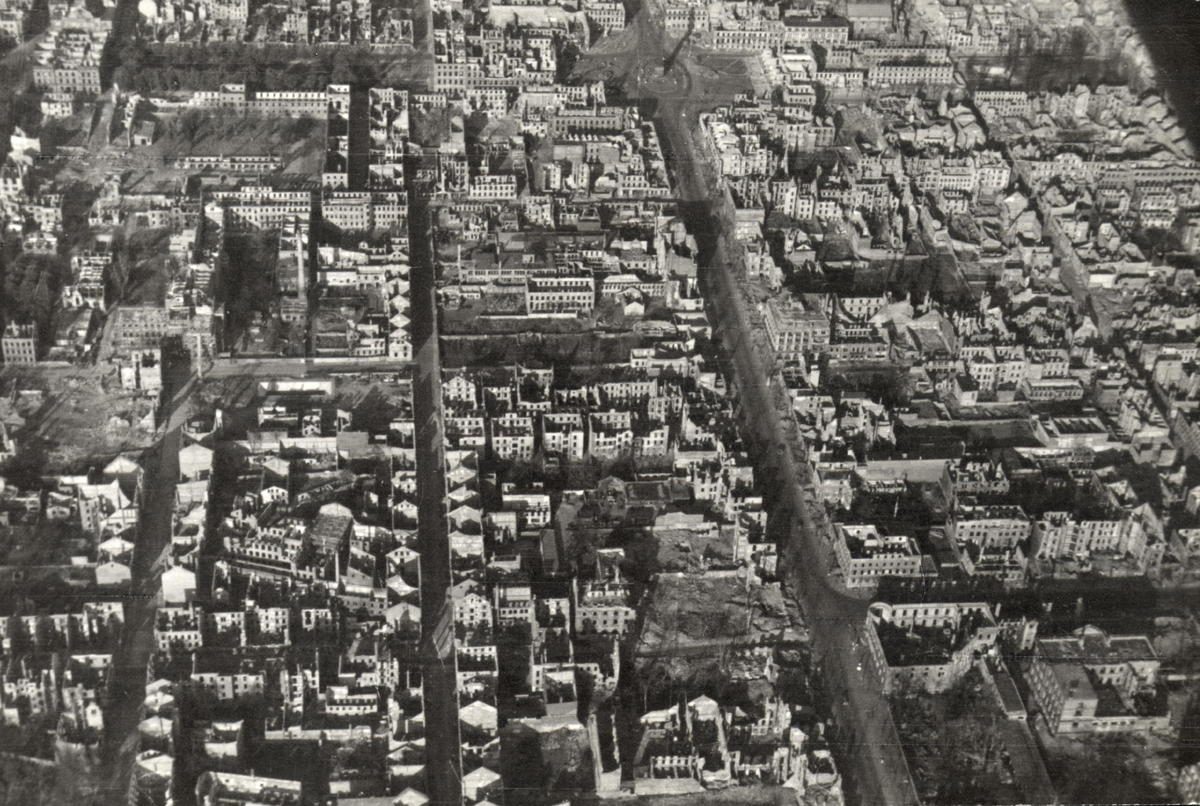
Foto aerea della parte occidentale di Darmstadt (dopo il bombardamento).

L'attacco principale su Darmstadt fu portato dal No. 5 Group RAF la notte tra l'11 e il 12 settembre 1944, quando 226 Lancaster e 14 Mosquito furono inviati sul centro storico della città, le cui case erano per lo più fatte di legno.
Il raid prevedeva di applicare una nuova tecnica in cui, invece di disporre i bombardieri in fila indiana, essi avrebbero bombardato lungo un ventaglio di linee diverse sopra la città. L'intento era quello di espandere deliberatamente il carico di bombe. L'attacco innescò un incendio devastante nel centro e nei quartieri immediatamente a sud e ad est. La distruzione di abitazioni in quella zona fu pressoché totale. L'incursione uccise migliaia di cittadini e ne lasciò senza tetto un numero ancora maggiore. Anche la RAF perse 12 Lancaster, ossia il 5,3% dei bombardieri, dopo aver incontrato un numero di caccia tedeschi insolitamente elevato.
Tra le imprese di Darmstadt note alla RAF, la ditta chimica Rohm and Haas non fu distrutta, mentre la consorella E. Merck fu gravemente danneggiata, ed un ulteriore danneggiamento arrecò una mancata produzione di un mese all'industria metalmeccanica locale.
A proposito del settembre 1944, il Royal Air Force Bomber Command 60th Anniversary Campaign Diary afferma:
«L'attacco di Darmstadt, con la sua ingente distruzione incendiaria e l'elevato numero di vittime, fu considerato dai tedeschi un esempio estremo di  'bombardamento terroristico' da parte della RAF e rimane un argomento delicato a causa della pretesa assenza di industrie importanti in quella città. Il Bomber Command difese l'azione appellandosi alle comunicazioni ferroviarie che attraversavano Darmstadt; la direttiva che raccomandava di colpire le comunicazioni tedesche non era ancora stata partecipata al Bomber Command, ma non si può escludere che ne avesse avuto notizia in anteprima. Darmstadt era semplicemente una delle medie cittadine tedesche di minore importanza che il Bomber Command usò per affinare la nuova tecnica di attacco di area, dal momento che verso la fine della guerra in molte delle maggiori città tedesche era rimasto ben poco da bombardare.»